# Ameles spallanzania
Ameles spallanzania és una espècie d'insecte mantodeu de la família Mantidae que es troba a Europa i nord d'Àfrica. És de mida petita (1-3 cm de longitud), de coloració variable, normalment verda o marró. El mascle té les ales ben desenvolupades i és capaç de volar, mentre que les de la femella són vestigials. Habita en zones seques i àrides.
A diferència de la Mantis religiosa, després de la còpula les femelles no devoren els mascles.